# Idiocerus morosus
Idiocerus morosus är en insektsart som beskrevs av Ball 1902. Idiocerus morosus ingår i släktet Idiocerus och familjen dvärgstritar. Inga underarter finns listade i Catalogue of Life.